# Nicolás Domínguez
Nicolás Martín Domínguez (pronúncia espanhola: [nikoˈlas ðoˈmiŋɡeθ]; Haedo, 28 de junho de 1998), é um futebolista profissional argentino que atua como meio-campista. Atualmente, joga pelo Nottingham Forest.

## Carreira
Jogou sua primeira partida profissional pelo Vélez Sarsfield na vitória por 3–2 sobre o Estudiantes de La Plata pelo 15º jogo da Primera División Argentina de 2016–17, sob o treinamento de Omar De Felippe. Ele marcou seu primeiro gol na vitória de 3 a 0 contra o Tigre pelo 28º jogo daquela temporada.
Em 30 de agosto de 2019, ele assinou um contrato com o clube italiano Bologna e foi emprestado de volta ao Vélez Sarsfield pelo resto de 2019. Domínguez fez sua estreia pelo Bologna como substituto no dia 12 de janeiro, na derrota por 1-0 em Torino. Ele faria sua primeira partida pelo clube em 19 de janeiro, em um empate em casa por 1-1 contra o Hellas Verona.

## Seleção argentina
Ele fez sua estreia pela seleção argentina de futebol no dia 5 de setembro de 2019, em um amistoso contra o Chile, como substituto de Rodrigo De Paul aos 67 minutos.
| time nacional | Ano   | Apps | Metas |
| ------------- | ----- | ---- | ----- |
| Argentina     | 2019  | 5    | 1     |
| Argentina     | 2020  | 3    | 0     |
| Argentina     | 2021  | 2    | 0     |
| Argentina     | Total | 10   | 1     |

| Nº. | Encontro: Data        | Local                                             | Oponente | Pontuação | Resultado | Concorrência |
| --- | --------------------- | ------------------------------------------------- | -------- | --------- | --------- | ------------ |
| 1   | 13 de outubro de 2019 | Estadio Manuel Martínez Valero, Alicante, Espanha | Equador  | 5 -1      | 6–1       | Amigáveis    |

## Títulos
Argentina
- Copa América: 2021
- Superclássico das Américas: 2019[4][5]